# Sant Guilhèm dau Desèrt
Sant Guilhèm dau Desèrt (Sant Guillem del Desert en català, Saint-Guilhem-le-Désert en francès) és un municipi occità del Llenguadoc, situat al departament de l'Erau i a la regió d'Occitània. Aquest municipi pertany a l'associació Els pobles més bonics de França.

## Llocs d'interès
- Abadia de Sant Guilhem del Desert
- Antiga església de Sant Llorenç (actualment, seu de l'oficina de turisme), església romànica del segle XI
- La Torre de les Presons, torre medieval del segle XII